# Microtatorchis celebica
Microtatorchis celebica är en orkidéart som beskrevs av Rudolf Schlechter. Microtatorchis celebica ingår i släktet Microtatorchis och familjen orkidéer. Inga underarter finns listade i Catalogue of Life.